# Nextbase
Nextbase (skrivet NextBase av företaget självt) är ett varumärke som ägs av företaget Apollo Electronics.
Tillverkaren Nextbase har släppt en spelkonsol som till utseendet är lätt att förväxla med en Nintendo iQue.